# Ларго Вінч 2: Змова в Бірмі
«Ларго Вінч: Змова у Бірмі» (англ. Largo Winch: The Burma Conspiracy) — французький фільм-продовження кінокартини Ларго Вінч: Початок режисера Жерома Саллі. Світова прем'єра відбулася 16 лютого 2011 року.
З березня 2011 року фільм ліцензійно видається на DVD компанією Мистерия звука.

## Сюжет
Після вбивства вітчима, Ларґо Вінч стає президентом групи компаній «W Group». Але роль управлінця величезної корпорації не підходить Ларґо. Він оголошує про продаж «W Group» і створення гуманітарного фонду, який очолить старий друг його батька. У день, коли договір підписано, Ларґо звинувачують у злочинах проти людяності та фінансуванні режиму бірманського генерала Міна.
Щоб дізнатися, хто стоїть за наклепницькими звинуваченнями, Ларґо Вінч вирушає до Бірми та зустрічає там свою колишню кохану Малунай, яка допоможе розкрити змову.

## У ролях
| Актор                  | Роль                   |
| ---------------------- | ---------------------- |
| Томер Сіслей           | Ларго Вінч             |
| Шерон Стоун            | Діана Франкен          |
| Анатоль Таубман        | Бомон                  |
| Мікі Манойлович        | Неріо Вінч             |
| Ульріх Тукур           | Двайт Кошран           |
| Вероніка Розаті        | Анна                   |
| Дмитро Назаров         | Вірджіл Назачов        |
| Марк Стівенс           | Охоронець Назачова     |
| Олівер Бартелемі       | Симон Овронназ         |
| Напакпапха Накпрасітте | Малунай                |
| Лоран Терзіефф         | Олександр Юнг          |
| Клеменс Шик            | Драган Лазаревич       |
| Рон Смуренбург         | Найманець              |
| Чарлі Дюпон            | Коханець Діани Франкен |
| Ніколас Воде           | Готьє                  |
| Тоні Аруна Еббі        | Помічник Хансона       |
| Байрон Гібсон          | Пілот-найманець        |
| Олівія Джексон         | Хлоя                   |